# ステイシー・エイブラムス
ステイシー・イヴォンヌ・エイブラムス（英語：Stacey Yvonne Abrams、1973年12月9日 - ）は、アメリカ合衆国の政治家、弁護士、小説家。2022年11月8日のジョージア州知事選挙では民主党候補となったが、共和党候補で現職のブライアン・ケンプ知事に敗れている。

## 幼少期と教育
1973年12月9日にウィスコンシン州マディソンで、6人兄弟の2番目に誕生した。家族はジョージア州アトランタに移り、そこで両親はエモリー大学で大学院の学位を取得し、後にメソジスト牧師となった。彼女はエイボンデール高校に通い、バレディクトリアンとして卒業し、テルライド協会のサマープログラムに選ばれた。高校時代に彼女は議会キャンペーンのタイピストとして雇われ、17歳の時にタイピング中に行った編集に基づいてスピーチライターとして雇われた。

## 参照
1. ↑  “Brian Kemp defeats Stacey Abrams to win Georgia governor reelection bid, CNN projects”. CNN.com. CNN. (2022年11月9日) 2022年11月18日閲覧。